# Фахівець фізичної реабілітації
Фахівець із фізичної терапії — професіонал, людина з вищою освітою, яка закінчила повний курс навчання за спеціальністю «Фізична терапія». Відповідає міжнародному терміну Physical therapy (Physiotherapy) — фізична терапія або фізіотерапія, відповідно фізичний терапевт або фізіотерапевт. Абревіатура — англ. PT. Не плутати з терміном фізіотерапія в радянському/пострадянському розумінні.
Фізичні терапевти працюють як незалежні фахівці-практики, а також в команді з іншими фахівцями сфери охорони здоров'я, дотримуючись етичних принципів Світової конфедерації фізичної терапії (англ. WCPT). Вони можуть вести первинний прийом пацієнтів, а пацієнти/клієнти можуть, в свою чергу, безпосередньо звертатись до фахівців фізичної терапії без скерування від інших медичних фахівців. Фізичні терапевти керуються Міжнародною класифікацію функціонування, обмежень життєдіяльності МКХ-10.
Фізичні терапевти є одними з провідних спеціалістів з відновлення, корекції та підтримки рухових функцій. Вони володіють системними знаннями у сфері рухової діяльності людини.
Фізичний терапевт — це сформована і легітимна професія, з особливими професійними аспектами клінічної практики та освіти, що визначається різноманітністю соціальних, економічних, культурних та політичних умов. Вона є окремою самодостатньою професією. Першою професійною кваліфікацією, отриманою в будь-якій країні, є успішне завершення навчальної програми, якою присвоюється кваліфікація фахівця з фізичної терапії, надається право використовувати назву цієї професії і працювати як незалежний спеціаліст.
Внаслідок тривалого лобіювання Українською асоціацією фізичної терапії назва професії «фізична терапія» у 2016 році до Національного класифікатора України ДК 003:2010 «Класифікатор професій» під кодом 2229.2 «інші професіонали в галузі медицини» було внесено професії «фізичний терапевт», «ерготерапевт». Підготовка фізичних терапевтів Україні проводиться сумісно з підготовкою ерготерапевтів (галузь знань 22 Охорона здоров'я, спеціальність 227 Фізична терапія, ерготерапія).

## Чим займається фахівець фізичної терапії?
Фахівці фізичної терапії обстежують пацієнтів із метою виявлення рухових дисфункцій та визначення рухового потенціалу, розробляють і виконують індивідуальний план фізичної реабілітації у співпраці з іншими спеціалістами (лікарями, соціальними працівниками, психологами, вчителями, тренерами) та пацієнтом. Фахівці фізичної терапії також проводять наукову, адміністративну, викладацьку та консультативну діяльність.
Фахівець фізичної терапії має відповідну кваліфікацію для виконання таких професійних обов'язків:
- проведення комплексного обстеження/оцінки/визначення потреб окремого пацієнта/клієнта або потреб групи клієнтів (наприклад, за допомогою  гоніометрії, тесту Ловетта, ООРФ).
- встановлення діагнозу, визначення прогнозів і плану заходів
- надання консультації в рамках своєї компетенції та визначення того, коли пацієнтам/клієнтам слід звернутися до інших медичних фахівців
- впровадження програми втручання/лікування, складеної фахівцем фізичної терапії
- визначення очікуваних результатів будь-якого втручання/лікування
- надання рекомендацій для самостійного функціонування

Клінічна діяльність складається з реабілітаційного обстеження, оцінювання, визначення реабілітаційного діагнозу, складання прогнозу та здійснення терапевтичного втручання. Обстеження обов'язково передує будь-якому втручанню. Його проходять усі пацієнти згідно з медичним діагнозом. Зазвичай клінічна діяльність фізичного терапевта охоплює всі п'ять складових частин. Нерідко клінічна діяльність обмежується виконанням лише однієї (обстеження) або двох, трьох, чотирьох інших складових, наприклад, проведенням обстеження (огляду), оцінки, визначенням реабілітаційного діагнозу і прогнозу, але без втручання.
Клінічна діяльність здійснюється в лікувальних і реабілітаційних установах та передбачає участь у встановленні реабілітаційного діагнозу й виконанні реабілітаційної програми. Вона охоплює втручання під час гострих станів, функціональне відновлення, підтримку досягнутих результатів, профілактику виникнення дисфункцій. Пацієнта скеровує безпосередньо до фізичного терапевта лікар-куратор. Направлення містить перелік проблем, розв'язання яких належить до компетенції фізичного терапевта.
Позаклінічна діяльність фізичного терапевта охоплює участь у наукових дослідженнях, навчальних програмах, консультуванні та адміністративній діяльності.
Процес професійної підготовки фахівця з фізичної терапії відбувається в умовах вищих навчальних закладів фізкультурного профілю за напрямом підготовки 0102 — «фізична культура і спорт».
Спеціальність «фізична реабілітація» внесена до класифікатора професій України ДК 003:2005 під кодом 3226, Міністерство праці України затвердило професійно-кваліфікаційну характеристику спеціаліста з фізичної реабілітації, видано наказ № 614 МОЗ України від 27.10.2008 «Про подальший розвиток та удосконалення лікарсько-фізкультурної служби в Україні», а одним із найбільших досягнень є лист міністра МОЗ Москаленка В. Ф. від 05 листопада 2001 року про дозвіл лікувальним закладам у разі виробничої необхідності наймати фахівців фізичної реабілітації на посади лікарів (без категорії).

## Де працює фахівець фізичної терапії?
Фахівці фізичної терапії надають свої послуги у медичних закладах, навчально-реабілітаційних центрах, закладах освіти та соціального захисту населення, спортивно-тренувальних центрах, спортивних командах. Згідно з чинним законодавством, вони можуть обіймати посади «спеціаліст фізичної реабілітації», «медична сестра (інструктор) з лікувальної фізкультури», «медична сестра з масажу».
Наявний стан справ в українському законодавстві та в українській системі охорони здоров'я не відповідає потребам у цій професії (він не задовольняє ані пацієнтів, ані фізичних реабілітологів).

## Документи, які регулюють діяльність фахівця фізичної реабілітації
Наказ МОЗ України від 27.10.2008 р. № 614 «Про подальший розвиток та удосконалення лікарсько-фізкультурної служби в Україні». Зокрема у пункті 2.8.1. Примірної посадової інструкції медичної сестри (інструктора) з лікувальної фізкультури вказується, що «на посаду інструктора з лікувальної фізкультури також можуть призначатись фахівці, які мають вищу фізкультурну освіту за спеціалізацією „фізична реабілітація“. Ці фахівці вважаються такими, що мають спеціальну підготовку з лікувальної фізкультури».
Наказ МОЗ України від 27 жовтня 2008 року № 614 «Про подальший розвиток та удосконалення лікарсько-фізкультурної служби в Україні».
Лист МОЗ України від 05.11.2001 р. за підписом міністра охорони здоров'я Москаленка В. Ф. передбачає (на розгляд чиновника) вводити посади спеціалістів із фізичної реабілітації у закладах, підпорядкованих МОЗ України. Національний класифікатор України, класифікатор професій ДК 003:2005, чинний від 01.04.2006 р. У додатку А (покажчика професійних назв робіт за кодами професій) фахівець з фізичної реабілітації прописаний під кодом 3226.
Класифікатор професій ДК 003:2005
Завдяки тривалому лобіюванню 10.08.2016 до Класифікатора професій (раніше формувався Мінпраці, а на момент зміни — Міністерством економічного розвитку і торгівлі) було внесено професію «фізичний терапевт» (код 2229.2), що відкриває шлях до уніфікації і в подальшому доступу до європейського та світового ринку праці в цій галузі.